# Anger Management (mixtape)
Anger Management è un mixtape della rapper statunitense Rico Nasty e del produttore discografico Kenny Beats, pubblicato a sorpresa il 25 aprile 2019 da Sugar Trap. 

## Antefatti
Kenny Beats e Rico Nasty hanno registrato l'intero progetto in una sessione di cinque giorni all'inizio del 2019. Il 24 marzo 2019, Rico Nasty ha annunciato l'arrivo del mixtape su Instagram e ha affermato che probabilmente sarebbe uscito ad aprile. Ha annunciato la sua imminente uscita il 24 aprile 2020 e ha pubblicato il singolo promozionale, Big Titties. Anger Management è uscito ufficialmente il 25 aprile 2019.

## Copertina
La cover art del mixtape è stata creata da Keith Rankin che ha preso ispirazione dalla copertina del libro del 1991, The New Primal Scream, di Arthur Janov. Rankin in un'intervista a The Fader ha detto: «non appena ho visto quell'idea ho avuto un'immagine abbastanza chiara di come avrebbe dovuto essere: solo un'inquadratura diretta del viso di Rico con lo sfondo sfocato». La copertina è stata creata utilizzando gli strumenti penna e aerografo su Photoshop.

## Composizione
Musicalmente, Anger Management è stato identificato dalla critica come un disco hip hop con elementi di genere trap, punk rap, metal, e nu-metal.

## Accoglienza

### Critica
| Recensione        | Giudizio |
| ----------------- | -------- |
| Album of the Year | 74/100   |
| Metacritic        | 79/100   |
| NME               | [ 17 ]   |
| Pitchfork         | [ 18 ]   |
| Rolling Stone     | [ 19 ]   |

Anger Management ha ricevuto consensi positivi dalla critica musicale. Metacritic, che assegna un punteggio standard per un massimo di 100, ha assegnato al mixtape un punteggio medio di 79. Album of the Year ha raccolto 6 recensioni e calcolato una media di 74 su 100.
Kyann-Sian Williams di NME ha descritto il mixtape come un «disco stimolante e avvincente» che «porta l'ascoltatore in un viaggio dalla rabbia all'accettazione, arrivando finalmente a un senso di calma. È un ottimo concetto e un grande album». Lakin Starling di Pitchfork ha descritto il disco come «un punto di svolta nell'evoluzione di Rico». Nathan Ma di Highsnobiety ha scritto «fondamentalmente, Anger Management è un progetto straordinariamente viscerale, coinvolgente e consumante» e ha concluso affermando che «Rico Nasty è, tra le altre cose, un professionista». Danny Schwart di Rolling Stone ha invece elogiato l'impegno della collaborazione e l'energia tra il duo, scrivendo: «questo travolgente mixtape di 18 minuti rivela che Rico e Kenny sono la combo rapper-produttore più di alto profilo in circolazione. [...] la progressione che hanno ottenuto in Anger Management, indica che Rico e Kenny saranno probabilmente collaboratori a lungo termine. Rico ha solo 21 anni e il suo futuro è incredibilmente luminoso, specialmente con Kenny al suo fianco che la aiuta a mostrare il suo potenziale».
In una recensione leggermente più negativa, Daniel Spielberg di HipHopDX ha osservato che «invece di replicare il mixtape Nasty dello scorso anno, [Rico Nasty] è chiaramente decisa a sperimentare ed espandere il suo suono. Anche se ha dimostrato di essere un'artista che rischia, Anger Management è sfortunatamente immaturo».

### Riconoscimenti
Anger Managagement è apparso su diverse classifiche sviluppate da critici musicali.

#### Riconoscimenti di metà anno
- 9° — Stereogum[24]
- 16° — Complex[25]
- Billboard (i 50 migliori album dell'anno)[26]
- NME (i migliori album dell'anno)[27]
- Rolling Stone (i 50 migliori album dell'anno)[28]

#### Riconoscimenti di fine anno
- 3° — Stereogum (i migliori album rap dell'anno)[29]
- 8° — Dazed[30]
- 10° — Rolling Stone (i 20 migliori album hip-hop dell'anno)[31]
- 21° — Vice[32]
- 23° — Stereogum[33]
- 35° — Complex[34]
- 39° — Crack Magazine[35]
- 43° — Pitchfork[36]
- 45° — Rolling Stone[28]
- Fact[37]
- The Fader[38]
- GQ[39]

## Tracce
Crediti adattati da Tidal e ASCAP.
1. Cold – 2:34 (Maria-Cecilia Kelly, Kenneth Blume III, Malik Foxx-Parker)
2. Cheat Code (feat. Baauer) – 2:18 (Kelly, Blume III, Harry Rodrigues)
3. Hatin – 2:20 (Kelly, Blume III, Foxx-Parker)
4. Big Titties (feat. Baauer & EarthGang) – 2:52 (Kelly, Blume III, Rodrigues, Eian Parker, Olu Fann)
5. Nasty World (Skit) – 0:48 (Kelly, Blume III)
6. Relative – 1:21 (Kelly, Blume III, Rory Quigley, Foxx-Parker, Christopher Martin, Lawrence Parker, Johntá Austin, Andre Evans, Alfred Antoine)
7. Mood (feat. Splurge) – 2:05 (Kelly, Blume III, Foxx-Parker, Aaron Harbor)
8. Sell Out – 2:22 (Kelly, Blume III, Nils Noehden)
9. Again – 2:07 (Kelly, Blume III, Foxx-Parker, Jocelyn Donald)

Durata totale: 18:47
- Relative contiene un campione di Can't Be Wasting My Time, canzone scritta da Christopher Martin, Lawrence Parker, Johntá Austin, Andre Evans e da Alfred Antoine e interpretata da Mona Lisa.

## Formazione
Crediti adattati da Tidal.
- Kenny Beats – produzione
- Rico Nasty – voce
- Baauer – produzione (tracce 2, 4)
- Harry Fraud – co-produzione non accreditata (traccia 6)[42]
- Splurge – voce (traccia 7)
- Nils – co-produzione non accreditata (traccia 8)[43]
- Jozzy – testo (traccia 9)
- The Crate League – co-produzione non accreditata (traccia 9)[44]
- Alex Tumay – missaggio[45]
- Joe LaPorta – mastering[46]